# Aizu Railway
Aizu Railway Co.,Ltd. (会津鉄道株式会社, Aizu Tetsudō Kabushiki-gaisha) est une compagnie de transport de passagers qui exploite une ligne ferroviaire dans la préfecture de Fukushima au Japon. Son siège social se trouve dans la ville d'Aizuwakamatsu.

## Histoire
La compagnie a été fondée le 10 novembre 1986. Le 16 juillet 1987, elle commence à exploiter la ligne Aizu appartenant auparavant à la Japanese National Railways.

## Ligne
La compagnie possède une seule ligne.
| Ligne      | Nom japonais | Terminus                             | Longueur (km) | Gares |
| ---------- | ------------ | ------------------------------------ | ------------- | ----- |
| Ligne Aizu | 会津線       | Nishi-Wakamatsu - Aizukōgen-Ozeguchi | 57,4          | 21    |

## Matériel roulant

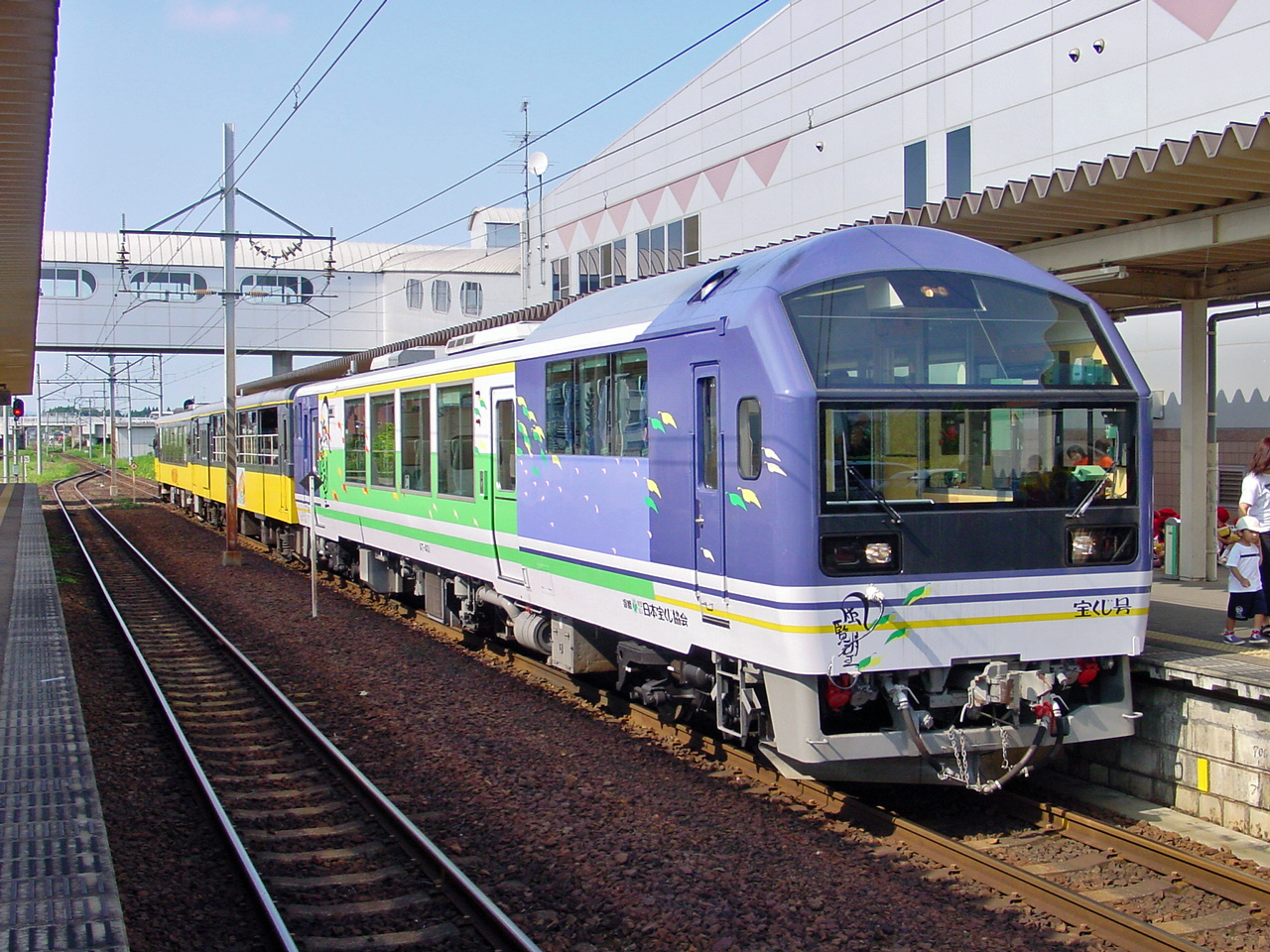
Série AT-400
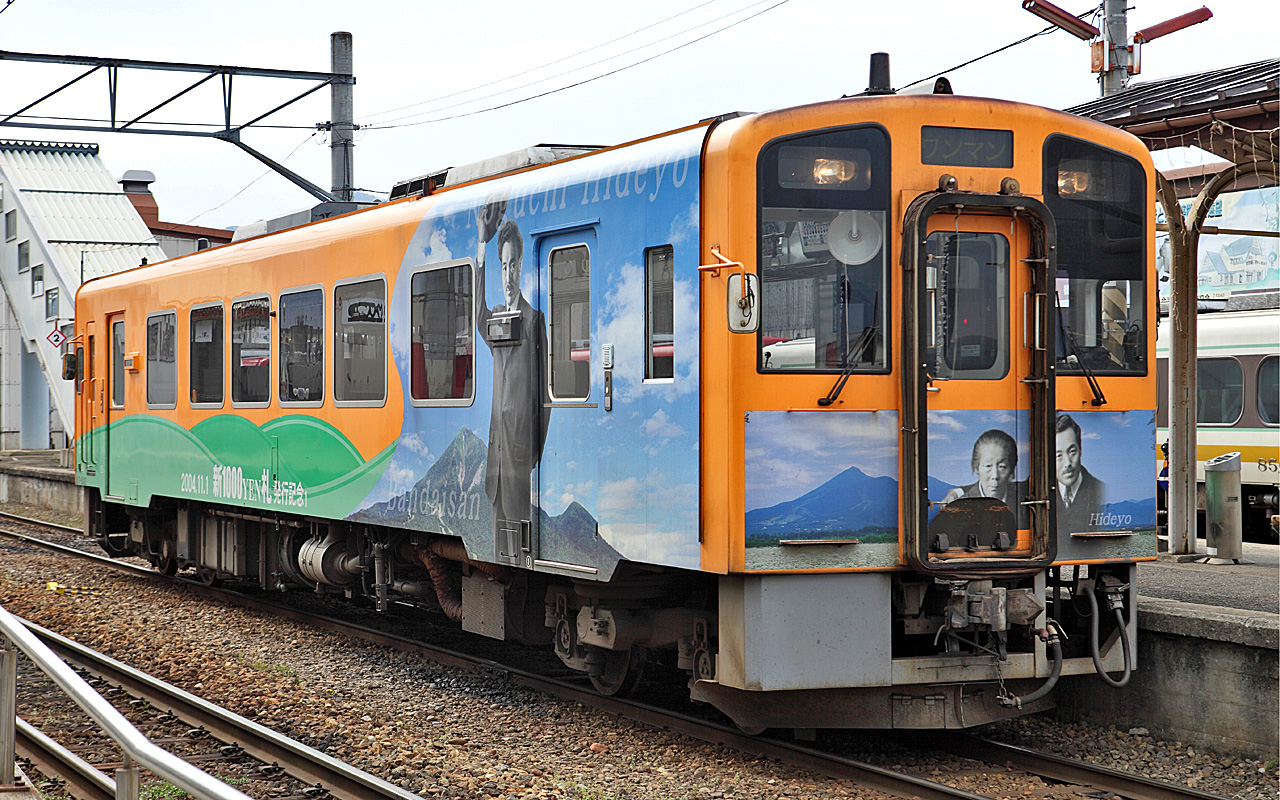
Série AT-500
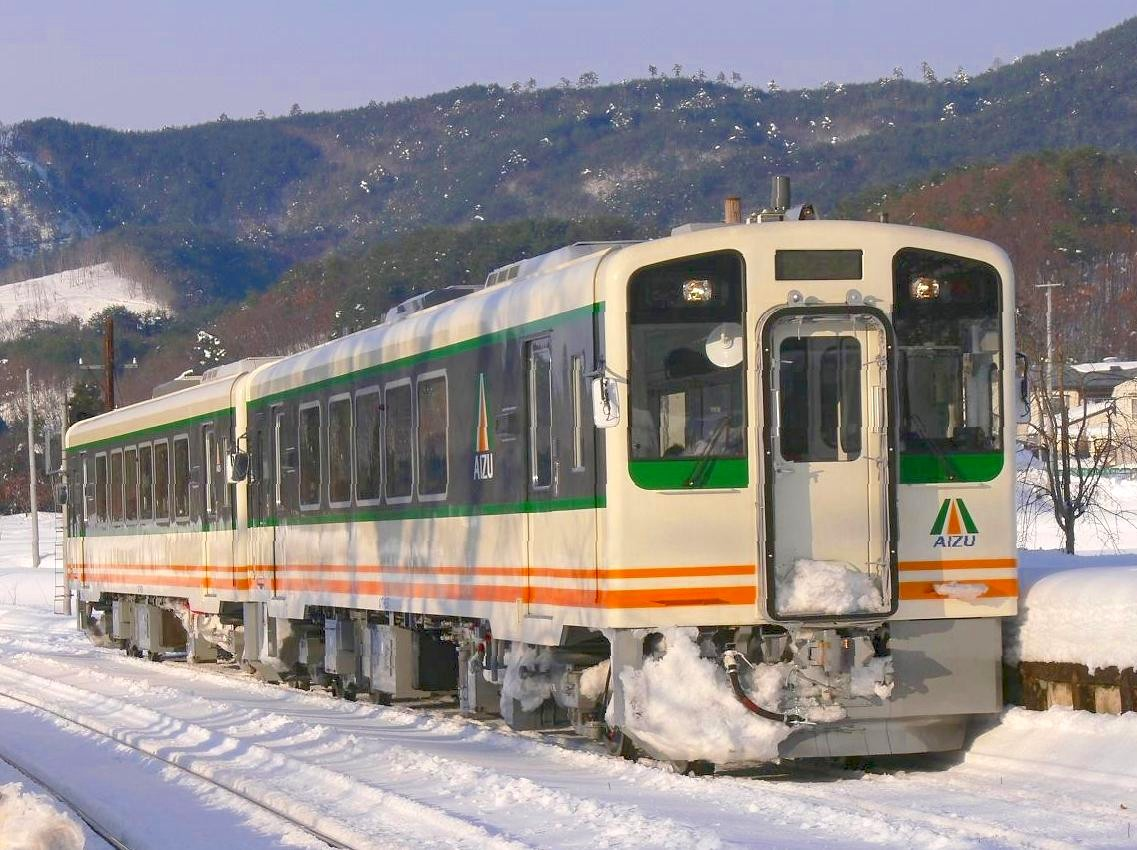
Série AT-600
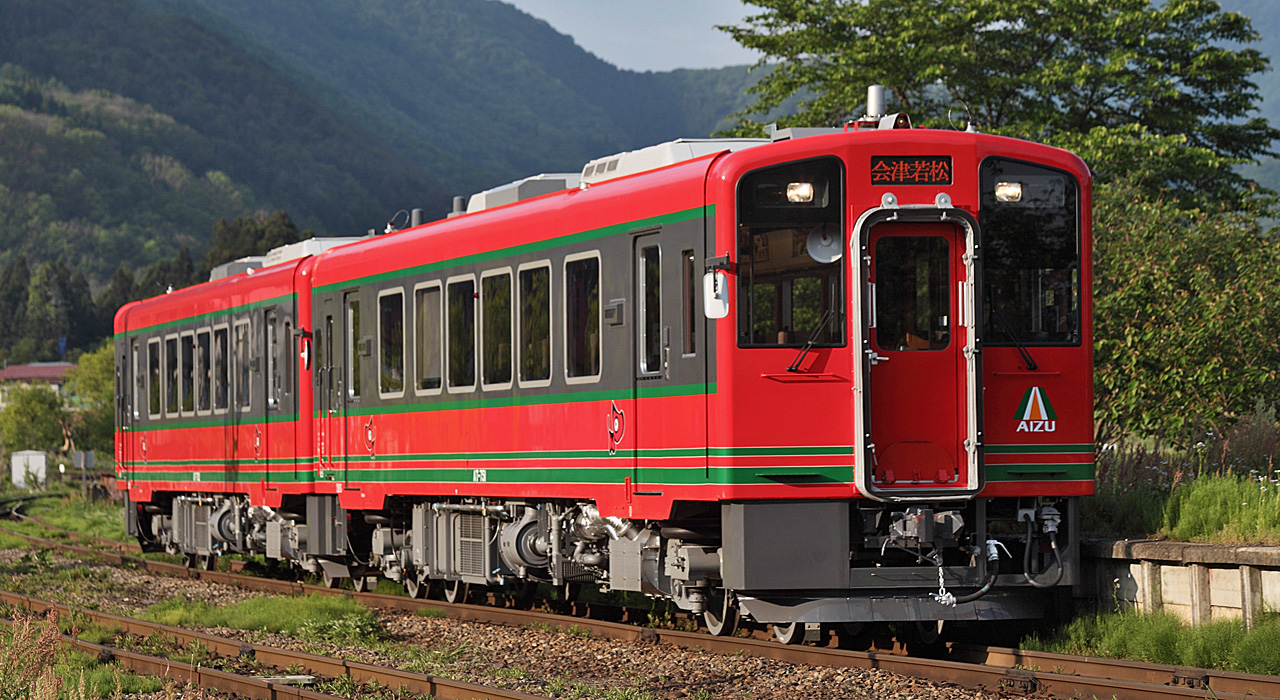
Série AT-700
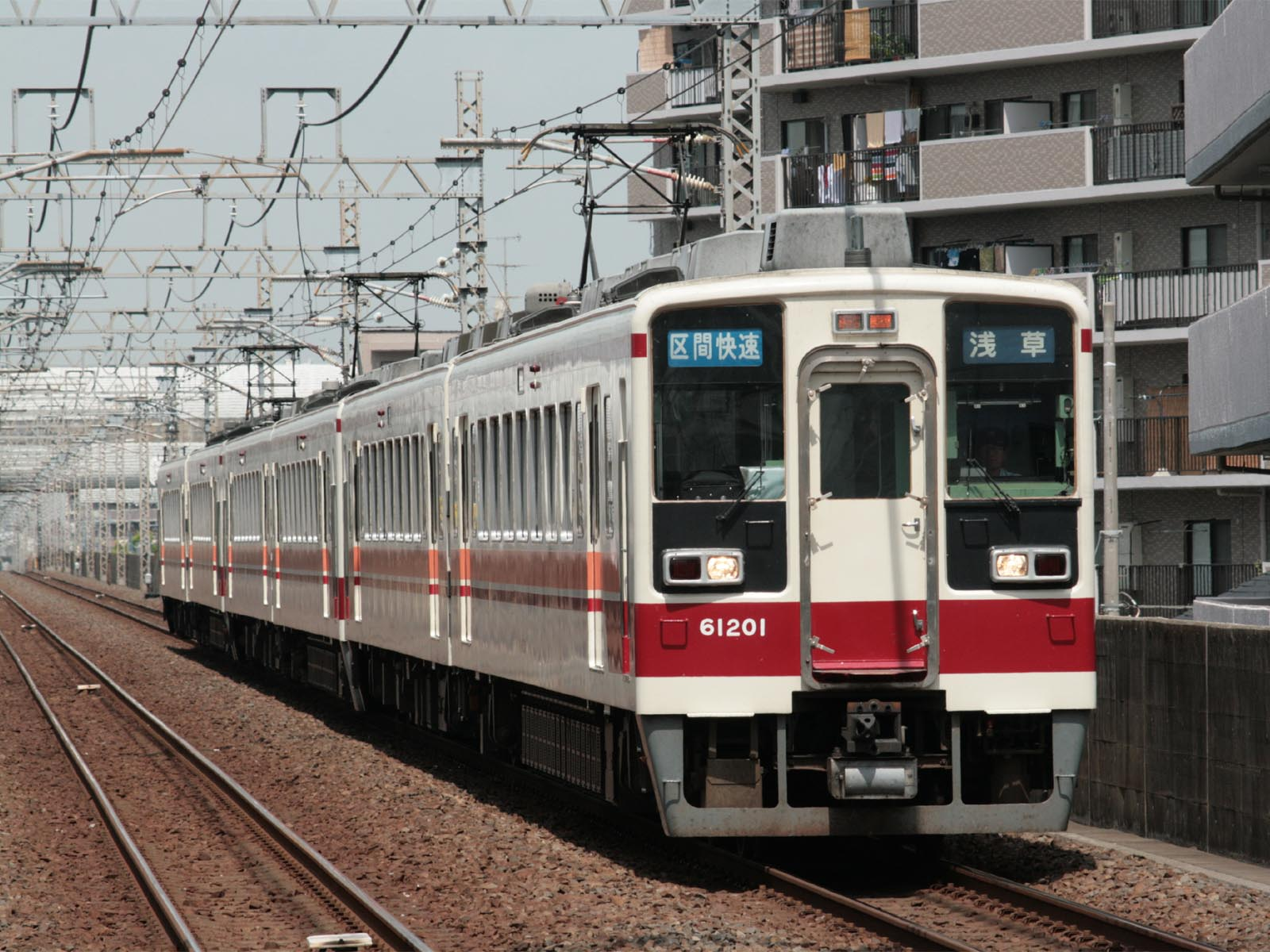
Série 6050